# Robert M. McClintock
Robert Mills McClintock (Seattle, 30 de agosto de 1909-Beaune, 1 de noviembre de 1976) fue un diplomático estadounidense, que se desempeñó como embajador de Estados Unidos en Camboya (1954-1956), Líbano (1957-1961), Argentina (1962-1964) y Venezuela (1970-1975).

## Biografía
Nació en Seattle en 1909. Se unió al servicio exterior en 1931, después de graduarse de la Universidad de Stanford.
Fue designado embajador en Camboya, sirviendo entre 1954 y 1956. Al año siguiente, fue enviado a Líbano hasta 1916. Fue embajador en Argentina de 1962 a 1964, designado por el presidente John F. Kennedy, y permaneciendo a comienzos de la presidencia de Lyndon B. Johnson.
Su último puesto como embajador fue en Venezuela, de 1970 a 1975. Allí se interesó en una activa participación estadounidense en la industria del petróleo venezolana ante una posible nacionalización.
También fue asesor en la Escuela de Guerra Naval (1964 a 1966) y director adjunto del Grupo de Estudio Especial de Defensa del Estado a partir de 1968.
Retirado del servicio exterior, falleció en Beaune (Francia), en noviembre de 1976, a causa de las heridas sufridas en un accidente automovilístico.